# ZAP Fanzine
Das Zap Fanzine (Eigenschreibweise: ZAP, zeitweiliger Untertitel: Hardcore Magazin - Kampfblatt des internationalen Rotzlöffeltums, politisch korrekt und antisexistisch)  ist ein deutsches Fanzine, das sich schwerpunktmäßig mit der Hardcore-Punk-Szene auseinandersetzt. Herausgeber und Chefredakteur ist Moses Arndt aus Homburg. In der ersten Periode seines Bestehens zwischen 1988 und 1998 galt es als das „wichtigst[e] deutsch[e] Fanzine für Hardcore jener Zeit“.

## Geschichte
Das Fanzine wurde erstmals im Juni 1988 herausgegeben. Es erschien im Regelfall monatlich in einer schwankenden Auflage von 2.000 bis 3.000 Stück. In den 1990er Jahren versuchte man sich auch einige Zeit an einer 14-täglichen Veröffentlichungsweise, die sich jedoch nicht durchsetzen konnte. Der Schwerpunkt war von Beginn an auf die Hardcore-Punk-Szene gelegt, wobei auch weitere Themen aus dem Underground behandelt wurden. So engagierte sich Arndt auch für die politisch linke Hip-Hop-Szene um ihre Protagonisten Public Enemy, Anarchist Academy, Advanced Chemistry und die Absoluten Beginner. Zu Beginn war vorrangig Arndt für den Inhalt verantwortlich. Im Laufe der Jahre schrieben auch weitere Autoren für das Zap, so unter anderem Spermbirds-Sänger Lee Hollis, Hilmar Bender, Klaus N. Frick, der später das En-Punkt herausgeben sollte, sowie Martin Büsser. Letzterer führte für das Magazin um die 100 Interviews, darunter mit Henry Rollins, Courtney Love, Nirvana, Sonic Youth und den Butthole Surfers. Er öffnete das Magazin auch für schwer zu fassende Künstler wie Heiner Goebbels und John Zorn.
Das Zap galt von Beginn an als linksautonom geprägt und verstand sich als militantes Punk- und Hardcore-Zine mit antifaschistischer Grundtendenz. Bekannt wurde insbesondere eine Sonderausgabe im Mai 1994 im Vorfeld des Revivals der Chaostage im August des gleichen Jahres, die federführend  von Arndt und vom späteren APPD-Kanzlerkandidaten Karl Nagel verfasst wurde. Bereits zu diesem Zeitpunkt stand ein Termin für die Chaostage 2000 fest, die parallel zur Expo 2000 in Hannover stattfinden sollten. Zeitweise stand das Zine auf Grund von pornographischen Abbildungen und sexistischen Texten in der Kritik.
Gegen Ende der 1990er verlor das Fanzine an Bedeutung. Der Versuch einer wöchentlichen Ausgabe scheiterte. Moses Arndt kümmerte sich von da an vorrangig um sein Piercing-Studio AK47 und veröffentlichte nach der letzten regulären Ausgabe circa 1998 das Fanzine in weitaus kleinerer Auflage als sogenanntes „Egozine“ weiter, bis er dieses ebenfalls einstellte.
Anfang 2019 beschloss Arndt, das Zap wiederauferstehen zu lassen. Seit November 2019 erscheint es wieder, ausschließlich in gedruckter Form.

## Kompilationen
Es erschienen mehrere Kompilationen in Zusammenarbeit mit verschiedenen Independent-Labeln. Am bekanntesten dürfte der Sampler Nazis raus! von 1991 sein, der über Weird System erschien und verschiedene antifaschistische Punklieder versammelte, darunter einige unveröffentlichte und rare Stücke. Auf dem Sampler sind unter anderem Die Toten Hosen, Slime und Die Goldenen Zitronen vertreten. Im gleichen Jahr erschien außerdem Laugh & Hate - ZAP Hardcore Fanzine on Vinyl Vol. 1, ebenfalls mit Die Toten Hosen, der saarländischen Band Crowd of Isolated, außerdem vertreten Beck’s Pistols, Spermbirds und Yuppicide. Der LP-Sampler erschien über Rough Trade Records. Ein Jahr später erschien wieder über Weird System der Surfpunk-Sampler Off Limits mit unter anderem den Ramones, den Hard-Ons sowie The Dickies.